# Miłocice (Jelcz-Laskowice)
Miłocice (deutsch Mühlatschütz) ist ein Dorf im Powiat Oławski der Woiwodschaft Niederschlesien in Polen. Es gehört zurStadt- und Landgemeinde Jelcz-Laskowice.

## Lage
Das Straßendorf Miłocice liegt 14 Kilometer östlich des Gemeindesitzes Jelcz-Laskowice (Jeltsch-Laskowitz), ca. 20 Kilometer nordöstlich von der Kreisstadt Oława (Ohlau) und rund 40 Kilometer südöstlich von Breslau. Der Ort liegt in der Nizina Śląska (Schlesische Tiefebene) innerhalb der Równina Oleśnicka (Oelser Ebene). Umgeben ist der Ort von weitläufigen Waldgebieten.
Nachbarorte von Miłocice Małe sind im Nordwesten Radzieszyn (Ziegelhof) und im Südwesten Miłocice Małe (Klein Mühlatschütz).

## Geschichte

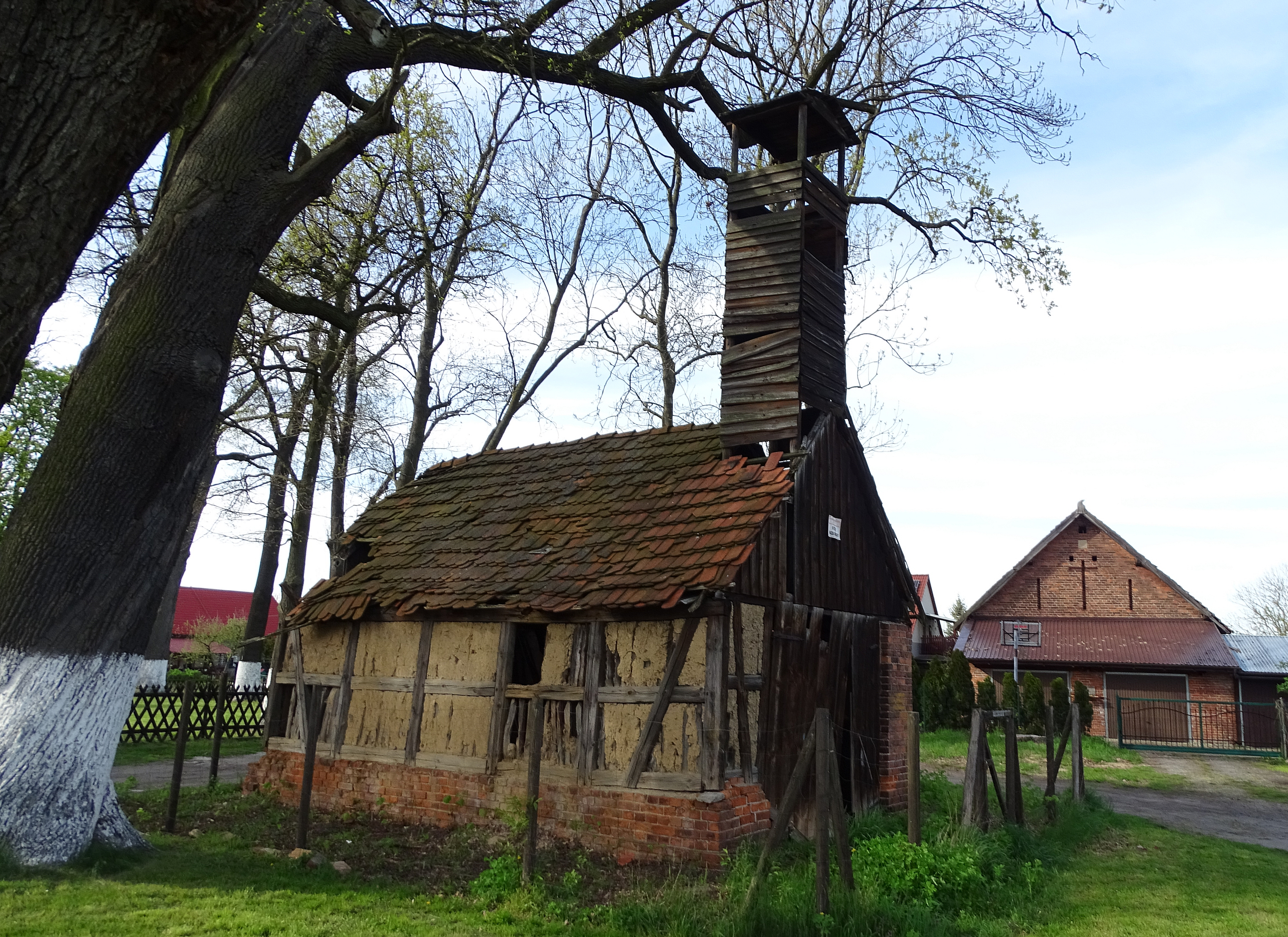
Alte Feuerwache in Miłocice

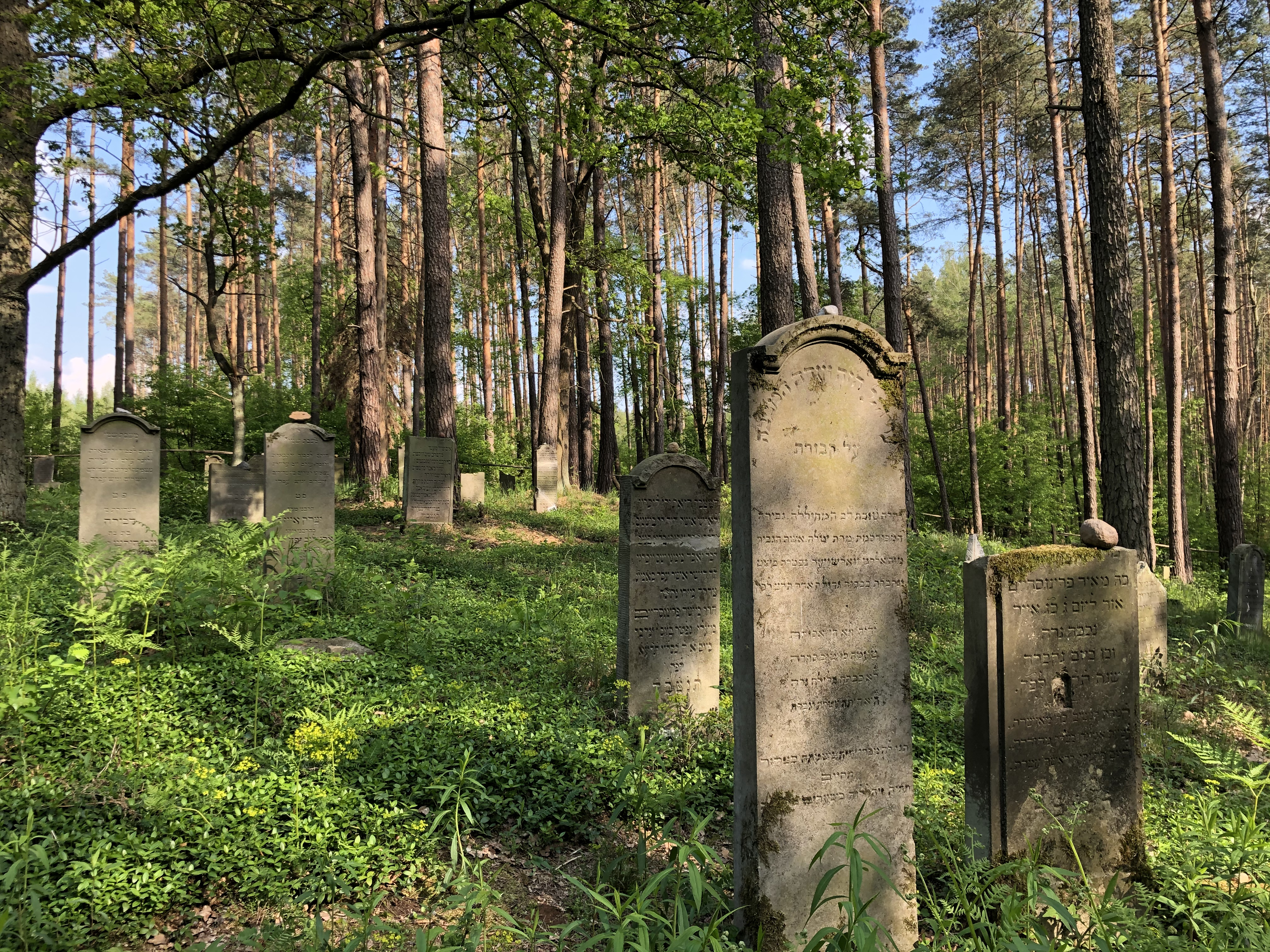
Alter jüdischer Friedhof

Der Ort erscheint erstmals urkundlich 1266 als Milatschuz sowie 1382 als Miloschicz. 1484 erhielten die Brüder Georg und Gindrzich von Siegroth einen Teil von Mühlaschütz. Die 1479 gegründete Allerheiligen gewidmete evangelische Pfarrkirche war früher mit der Pfarrkirche von Postelwitz verbunden. Nach dem Ersten schlesischen Krieg fiel Mühlatschütz mit dem größten Teil Schlesiens an Preußen. Mühlatschütz gehörte bis 1945 zum niederschlesischen Landkreis Oels. Die Bevölkerung entwickelte sich lange Zeit abwärts. 1845 zählte das Dorf in mehrere Teile gegliedert:
1. Mittel-Mühlatschütz, Ludwig August Gottlieb Karl, Graf von Kospott gehörig, ein herrschaftliches Vorwerk, 38 Häuser, 290 Einwohner (zehn katholisch und der Rest evangelisch), ein Wirtshaus, drei Handwerker, fünf Händler und 110 Merino-Schafe.
2. Ober- und Nieder-Milatschütz, dem königlichen Kammerherren Johann Moritz Graf von Saurma-Jeltsch gehörig, ein herrschaftliches Schloss, ein Vorwerk innerhalb und ein Vorwerk außerhalb, 56 Häuser, 447 Einwohner (elf katholisch und der Rest katholisch), eine 1479 gegründete evangelische Pfarrkirche mit Widum, eingepfarrt: Groß- und Klein-Mühlatschütz, katholische Kirche zu Minken, eine evangelische Schule, zwei Windmühlen, eine ruhende Brauerei, ein Wirtshaus, elf Handwerker, fünf Händler und 1184 Merino-Schafe.
3. Klein-Mühlatschütz, dem königlichen Kammerherren Johann Moritz Graf von Saurma-Jeltsch gehörig, ein herrschaftliches Vorwerk, 35 Häuser, 206 Einwohner (13 katholisch und der Rest evangelisch), evangelische Kirche zu Groß-Mühlatschütz, katholische Kirche zu Minken, eine Windmühle, ein Wirtshaus, ein Schmied und fünf Händler.

In dem Ort leben 1867 260 Einwohner, im Jahr 1871 259 Einwohner in 36 Wohngebäuden und 56 Haushaltungen sowie 1905 236 Einwohner (davon 234 evangelisch und 2 katholisch). Auf dem nahe liegenden Rittergut Mittel-Mühlatschütz lebten 1867 67 Einwohner, 1871 75 Einwohner und 1905 71 Einwohner (davon waren 70 evangelisch und einer katholisch). Die Fläche des Ritterguts betrug 531 ha; davon waren 222 ha Acker, 89 ha Wiesen, 11 ha Weide und 194 ha Wald sowie 15 ha Hof. An Vieh wurden schwarzbunte Ostfriesen gehalten, außerdem wurde Schweine- und Pferdezucht betrieben. Als Folge des Zweiten Weltkriegs fiel Mühlatschütz nach Kriegsende mit fast ganz Schlesien 1945 an Polen. Nachfolgend erfolgte die Umbenennung in Miłocice. Die deutsche Bevölkerung wurde, soweit sie nicht schon vorher geflohen war, 1945/46 vertrieben.

## Sehenswürdigkeiten
- Römisch-katholische Dreifaltigkeitskirche (poln. Kościół św. Trójcy)
- Altes Feuerwehrhaus aus Fachwerk
- Alter Jüdischer Friedhof

## Vereine
- Fußballverein Piast Miłocice
- Freiwillige Feuerwehr OSP Miłocice